# Fournisseur de la Cour impériale et royale

Les fournisseurs pouvaient se distinguer officiellement avec l'écusson impérial

Sous la double monarchie Austro-Hongroise, le titre de fournisseur de la Cour impériale et royale (en allemand : kaiserlicher und königlicher Hoflieferant ou k.u.k. Hoflieferant) était accordé à un artisan ou un fournisseur (après 1911 une entreprise) lui permettant de bénéficier, par privilège impérial, de l'autorisation de procurer des marchandises et services à la Cour de Vienne. L'obtention de ce titre permettait de se prévaloir publiquement de la qualité de fournisseur de la Cour impériale et royale, et, lorsque les marchandises livrées à la Cour devaient être importées, donnait même droit à une exemption d'impôts.
À cette époque, il existait deux types d'entreprises : les premières directement possédées par la Cour (Ärar) et les autres relevant d'un statut de fournisseur privé. L'obtention du label lors de l'instauration du Compromis austro-hongrois de 1867, à l'origine de la double monarchie, va ainsi créer le statut de fournisseur impérial-royal (kaiserlich-königlicher Hoflieferant), différent du simple statut de fournisseur impérial (kaiserlicher Hoflieferant) existant auparavant. Le titre Fournisseur de la Cour impériale et royale allait permettre de distinguer, dans chaque branche d'activité, les entreprises de très grande qualité. Ce titre représentait alors le label de qualité le plus élevé qui pouvait être atteint.
À l'apogée de l'Autriche-Hongrie, la ville de Vienne comptait à elle seule plus de 500 fournisseurs, d'autres étant répartis dans d'autres villes comme  Bad Ischl, Budapest, Carlsbad, Prague, etc. On estime à 2 500 le nombre total de toutes ces entreprises. Aujourd'hui encore, un certain nombre d’entre elles ont conservé et mettent en avant ce titre. À Vienne, il en existe environ deux douzaines, telles A.E. Köchert, Ch. Demel's Söhne / Demel, Fischer / Herend, J. & L. Lobmeyr, Pauly Beds / J. Pauly & Sohn, Resch Gustav / Albin Denk, Stiebitz Franz Joseph / Zum Schwarzen Kameel, Stollwerck et Knize & Comp.
Il y avait des compagnies françaises qui étaient des fournisseurs, par exemple Christofle & Co., Courvoisier, Kunkelmann & Cie, L.A. Levesque, Moët & Chandon, G.H. Mumm & Comp., Perrier-Jouët & Comp., Pol Roger & Comp., Rémy Martin, Louis Roederer, Rogée-Fromy, Café Angelina anciennement Rumpelmayer, Walbaum, Goulden & Co., Veuve Clicquot Ponsardin et Grégory Bajot.